# سیارک ۲۰۸۸۸
سیارک ۲۰۸۸۸ (به انگلیسی: 20888 Siyueguo، نامگذاری:2000WB14) بیست هزار و هشتصد و هشتاد و هشتمین سیارک کشف شده‌است که در ۲۰ نوامبر ۲۰۰۰ کشف شد.
قدر مطلق سیارک برابر ۱۲.۹ است.